# صالح القبيسي
صالح القبيسي (مواليد 6 نوفمبر 1964) هو دراج سعودي سابق. مثّل بلاده خلال دورة الألعاب الأولمبية الصيفية 1992 في برشلونة.

## المشاركة الأولمبية

### برشلونة 1992
سباق الدراجات على الطريق
| الرُّتبة | الدراج                                                       | الفريق   | الزمن   |  |
| ------ | ------------------------------------------------------------ | -------- | ------- |  |
| الأول  | بيرند ديرت كريستيان ماير أوي بيشل مايكل ريتش                 | ألمانيا  | 2:01:39 |  |
| الثاني | فلافيو اناستازيا لوكا كولومبو جيانفرانكو كونتري أندريا بيرون | إيطاليا  | 2:02:39 |  |
| الثالث | هيرفي بوسارد ديدييه فايفر بيريت فيليب غومون جان لوي هاريل    | فرنسا    | 2:05:25 |  |
|        |                                                              |          |         |  |
| 26     | مضحي الدوسري صالح القبيسي محمد التكروني                      | السعودية | 2:35:30 |  |
| 27     | أورلاندو شافاريا دوغلاس لامب ميخائيل لويس إرنست ميجان        | بليز     | 2:42:38 |  |
| 28     | بيروك أبيبي هايلو فانا أميلاش جيسوس دانيال تسفاي             | إثيوبيا  | 2:45:43 |  |
|        |                                                              |          |         |  |

مرجع:

## روابط خارجية
- صالح القبيسي على موقع أوليمبيديا (الإنجليزية)